# Де Линт, Чарльз
Чарльз де Линт (англ. Charles Henri Diederick Hoefsmit de Lint; род. 22 декабря 1951) — канадский писатель-фантаст. Известен по произведениям в жанре городского фэнтези (фэнтези, основанное на городских легендах).

## Биография
Чарльз Де Линт родился в 1951 году в небольшом голландском городке Бюссюм. Через четыре месяца после рождения Чарльза семья де Линтов переехала в Канаду, но и там надолго не задержалась. Де Линты объездили Ливан, Турцию, Швейцарию, Голландию, почти всю Северную Америку. Наверное, именно во время этих путешествий будущий писатель научился терпимо относиться к чужой культуре, религии, другому образу жизни.
Главным развлечением Чарльза в подростковые годы становится чтение. Среди любимых книг де Линта — мифы, сказки народов мира, позже появляются имена Томаса Мэлори, Т. Х. Уайта, Дж. Р. Р. Толкина, Сванна, Андре Нортон, Клиффорда Саймака, Роджера Желязны, Стивена Кинга. А вот любимой писательницей остается малоизвестная Барбара Кингсолвер.
Молодой де Линт мечтал стать музыкантом, и одним из главных его увлечений на всю жизнь стала кельтская музыка. Тогда, в конце 1960-х, этноискусство было малопопулярным и не давало надежд на большие заработки, но Чарльз устраивается на работу в звукозаписывающую компанию, со временем сколачивает небольшую группу, начинает выступать в ночных клубах. Писал же он только для себя — и прозу, и стихи, и музыку.

### Начало литературной карьеры
Литературную карьеру решил случай. В 1975 году сочинения де Линта случайно попались на глаза одному из его друзей, и он посоветовал Чарльзу послать пару рассказов в небольшой журнальчик. Полученный гонорар составлял «баснословную» сумму аж в десять долларов! Но сам факт казался де Линту удивительным: «Неужели кто-то готов платить деньги за то, что для меня просто хобби?!». Увы, мгновенного чуда не произошло. После первой удачной публикации — восемь лет сплошных отказов, хотя вдохновленный де Линт пишет роман за романом.
1980 год становится переломным для творчества де Линта. Он переносит сюжет своих произведений в городскую атмосферу. И дело не только в смене антуража, проза де Линта перестала быть фэнтезийной, — скорее это «магический реализм». За следующий год де Линт публикует три романа, тиражи быстро переваливают за десять тысяч, а вместе с ними растут и гонорары.
«Я не хочу писать из-за денег. Я хочу, чтобы мне платили за то, что я пишу», — таков принцип де Линта. Нарушая сложившиеся каноны жанров, Чарльз де Линт создает новый жанр. Его произведения — это городские сказки, где в подчеркнуто урбанистическом мире, в вечно спешащем, разноголосом и многонациональном мегаполисе конца XX века разворачиваются удивительные и загадочные события. «В этом как раз вся суть, — говорит автор, — поставить мифологический архетип в современные, нарочито реальные обстоятельства. И наоборот — обыкновенного человека, желательно реалиста и материалиста, забросить в подчеркнуто мифологическую ситуацию». Сам писатель определяет своё творчество как «мифологическую фантазию», синтез реализма, мифа и народной сказки.

### Книги, переведённые на русский язык
- Загадка поющих камней, (1984 год) (The Riddle of the Wren)
- Лунное сердце, (1984 год) (Moonheart)
- Джек, победитель великанов (1987 год) (Jack, the Giant Killer)
- Зелёная мантия (1988 год) (Greenmantle)
- Отведай лунного света (1990 год) (Drink Down the Moon)
- Страна грёз (1990 год) (The Dreaming Place)
- Маленькая страна (1991 год) (The Little Country)
- Городские легенды (1993 год) (Dreams Underfoot)
- Лезвие сна (1994 год) (Memory and Dream)
- Покинутые небеса (1998 год) (Someplace to Be Flying)
- Волчья тень (2001 год) (The Onion Girl)
- Блуждающие огни (2002 год) (Waifs and Strays)
- Семь диких сестер (2002 год) (Seven Wild Sisters)
- Призраки в сети[1] (2003 год) (Spirits in the Wires)
- Нереальное приключение (2010 год) (Little (Grrl) Lost)
- Кошки Дремучего леса (2013 год) (The Cats of Tanglewood Forest)

### Произведения на английском языке
Романы
- The Riddle of the Wren (1984)
- Moonheart (1984)
- The Harp of the Grey Rose (1985)
- Mulengro: A Romany Tale (1985)
- Yarrow (novel)|Yarrow (1986)
- Jack, the Giant Killer (1987) (переиздан в Jack of Kinrowan)
- Greenmantle (1988)
- Wolf Moon (1988)
- Svaha (1989)
- The Valley of Thunder (в «The Dungeon», 3-м томе «Dungeon series» Филипа Хосе Фармера англ. Philip José Farmer) (1989)
- The Hidden City ((в «The Dungeon», 5-м томе «Dungeon series» Филипа Хосе Фармера англ. Philip José Farmer)) (1990)
- The Fair in Emain Macha (1990)
- Drink Down the Moon (1990) (переиздан в Jack of Kinrowan)
- Angel of Darkness (впервые опубликован под псевдонимом англ. Samuel M. Key) (1990)
- The Little Country (1991) — номинирован на премию World Fantasy Award-1992
- From a Whisper to a Scream (впервые опубликован под псевдонимом англ. Samuel M. Key) (1992)
- Into The Green (1993)
- I’ll Be Watching You (впервые опубликован под псевдонимом англ. Samuel M. Key) (1994)
- The Wild Wood (в «Faerielands» Брайана Фрауда англ. Brian Froud, проиллюстрирован Брайаном Фраудом) (1994)
- Memory and Dream (1994)
- Trader (1997) — номинирован на премию World Fantasy Award-1998
- Someplace to Be Flying (1998) — номинирован на премию World Fantasy Award-1999
- Forests of the Heart (2000) — номинирован как лучший роман года на премии Небьюла-2000.
- The Road to Lisdoonvarna (2001)
- The Onion Girl (2001) — номинирован на премию World Fantasy Award-2002
- Spirits in the Wires (2003)
- Medicine Road (проиллюстрирован Чарльзом Вессом) (2004)
- Widdershins (2006)
- The Mystery of Grace (2009)
- Eyes Like Leaves (2009)

Сказки для взрослых
- The Dreaming Place (проиллюстрирована Брайаном Фраудом) (1990)
- The Blue Girl (2004)
- Little (Grrl) Lost (2007)
- Dingo (2008)
- The Painted Boy (2010)

Повести
- Berlin (1989)
- Our Lady of the Harbour (1991) — номинирована на премию World Fantasy Award-1992
- Paperjack (1992) — номинирована на премию World Fantasy Award-1993
- Death Leaves an Echo (часть из трилогии «Cafe Purgatoriam») (1991)
- Seven Wild Sisters (проиллюстрирована Чарльзом Вессом) (2002), номинирована на премию World Fantasy Award-2003
- A Circle of Cats (проиллюстрирована Чарльзом Вессом) (2003), номинирована на премию World Fantasy Award-2004
- Promises to Keep (2007)

Книжки-малышки (Chapbooks)
- Ghosts of Wind and Shadow (1991)
- Refinerytown (2003)
- This Moment (2005)
- Make A Joyful Noise (2006)
- Old Man Crow (2007)
- Riding Shotgun (2007)
- Yellow Dog (2008)

Рассказы, опубликованные в формате книги
- Ascian in Rose (1987) (переиздан в Spiritwalk)
- Westlin Wind (1989) (переиздан в Spiritwalk)
- Ghostwood (1990) (переиздан в Spiritwalk)
- Uncle Dobbin’s Parrot Fair (1991) (переиздан в Dreams Underfoot)
- Our Lady of the Harbour (1991) (переиздан в Dreams Underfoot)
- Paperjack (1991) (переиздан в Dreams Underfoot)
- Merlin Dreams in the Mondream Wood (1992) (переиздан в Spiritwalk)
- The Wishing Well (1993) (переиздан в The Ivory and the Horn)
- The Buffalo Man (1999) (переиздан в Tapping the Dream Tree)

Книжки с картинками
- A Circle of Cats (2003)

Коллекционные издания
- De Grijze Roos («The Grey Rose») (1983)
- Hedgework and Guessery (1991)
- Spiritwalk (1992)
- Dreams Underfoot (1993)
- The Ivory and the Horn (1995)
- Jack of Kinrowan (1995)
- Moonlight and Vines (1999)
- The Newford Stories (1999) (включает рассказы из сборников Dreams Underfoot, The Ivory and the Horn и Moonlight and Vines)
- Triskell Tales (2000)
- Waifs and Strays (2002)
- Tapping the Dream Tree (2002)
- A Handful of Coppers (собрание ранних рассказов, том 1: Heroic Fantasy) (2003)
- Quicksilver & Shadow (собрание ранних рассказов, том 2) (2004)
- The Hour Before Dawn (2005)
- Triskell Tales 2 (2006)
- What the Mouse Found (2008)
- Woods and Waters Wild (2009)
- Muse and Reverie (2009)
- The Very Best of Charles de Lint (2010, Tachyon Publications)

«Ньюфордская серия»
- The Dreaming Place (1990)
- From a Whisper to a Scream — авторство первоначально приписывалось Сэмюэлю М.Кею (англ. Samuel M. Key) (1992)
- Dreams Underfoot (1993)
- I’ll Be Watching You — авторство первоначально приписывалось Сэмюэлю М.Кею (англ. Samuel M. Key) (1994)
- Memory and Dream (1994)
- The Ivory and the Horn (1995)
- Trader (1997)
- Someplace to be Flying (1998)
- Moonlight and Vines (1999)
- The Newford Stories (1999) (объединяет Dreams Underfoot, The Ivory and the Horn и Moonlight and vines)
- Forests of the Heart (2000)
- The Onion Girl (2001)
- Seven Wild Sisters (2002)
- Tapping the Dream Tree (2002)
- Spirits in the Wires (2003)
- Medicine Road (2003)
- A Circle of Cats (2003) (задумывалась и написана как детская книга)
- The Blue Girl (2004)
- The Hour Before Dawn (2005)
- Widdershins (2006)
- Promises to Keep (2007)
- Old Man Crow (2007)
- Dingo (2008)
- Muse and Reverie (2009)

Даты публикаций взяты с официального сайта Чарльза де Линта (англ.)

### Миниатюры
- «The Valley of the Troll» (опубликована в Sword and Sorceress I, первом томе антологии фэнтези Sword and Sorceress(1984)
- «Cold Blows The Wind» (опубликована в Sword and Sorceress II) (1985)
- «The Weeping Oak» (опубликована в Sword and Sorceress IV) (1987)
- «Into the Green» (опубликована в Sword and Sorceress V) (1988)
- «One Chance» — опубликована в сборнике Werewolves под редакцией Джейн Йолин (англ. Jane Yolen) и Мартина Гринберга (англ. Martin H. Greenberg); репринтное издание — в серии Брюса Ковилла (англ. Bruce Coville) Book of Spine Tinglers (1988).
- The Butter Spirit’s Tithe (2004) — опубликовано в Emerald Magic.